# Yinka Shonibare

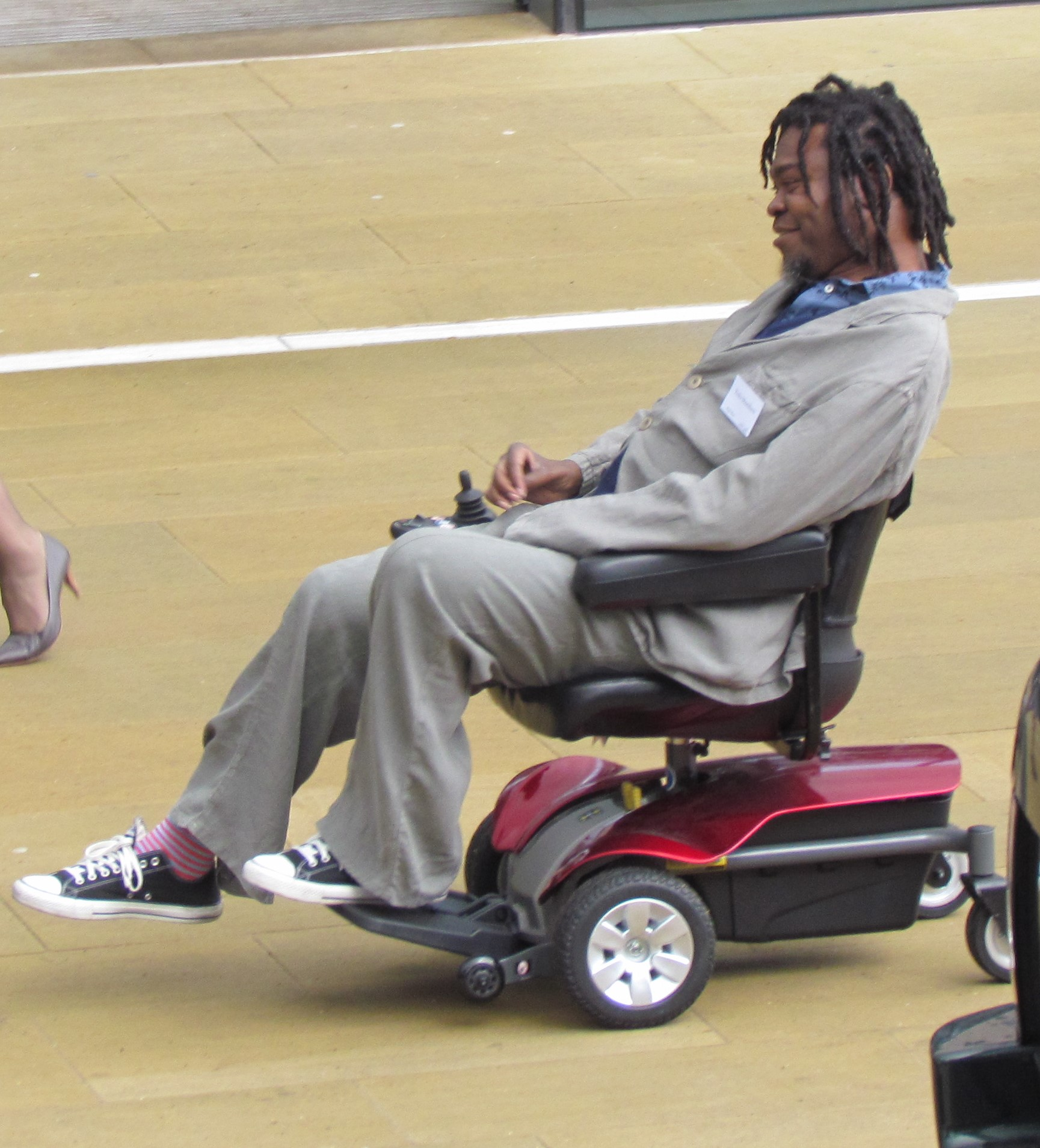
Yinka Shonibare (2012)

Yinka Shonibare, CBE (* 9. August 1962 in London) ist ein britisch-nigerianischer Künstler, der vor allem durch die Verwendung von Waxprints in seinem künstlerischen Werk bekannt geworden ist. Er gehört zu den Young British Artists.

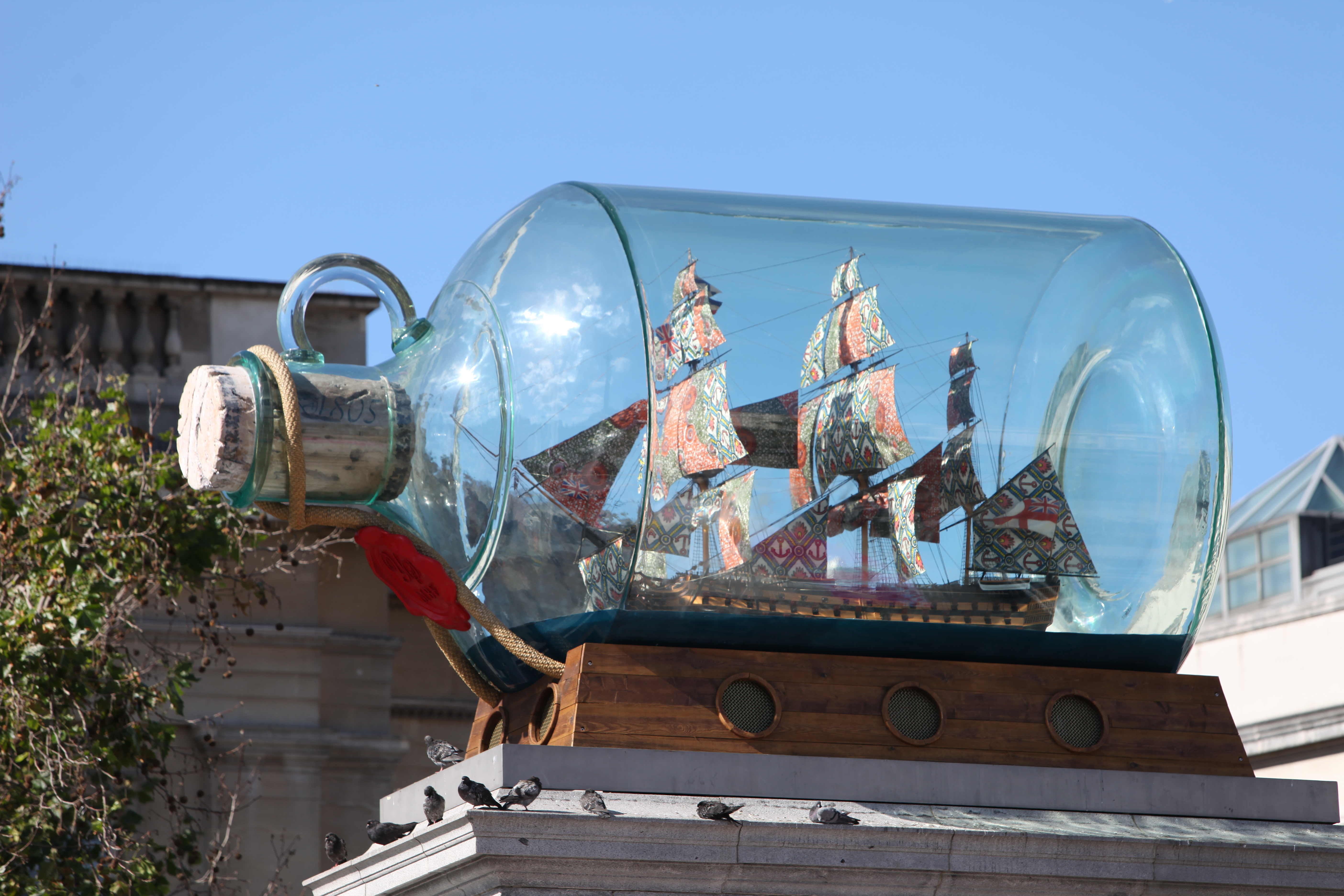
Nelson's Ship in a Bottle von Yinka Shonibare, auf dem Trafalgar Square in London

## Leben und Werk
Yinka Shonibare, der seit 2005 den Titel MBE führt, wurde 1962 in London geboren. Sein Vater, ein nigerianischer Anwalt, zog mit der Familie nach Lagos, als Shonibare drei Jahre alt war. Shonibare spricht Englisch und seine Muttersprache Yoruba. Shonibare ging zurück nach Großbritannien, um dort später seine Schulausbildung mit dem Advanced Level abzuschließen. Im Alter von achtzehn Jahren erkrankte er an Transverser Myelitis und ist als Langzeitfolge davon einseitig gelähmt.
Von 1984 bis 1989 studierte er Malerei an der Byam Shaw School of Art, jetzt Central Saint Martins College of Art and Design, und von 1989 bis 1991 an der Goldsmiths, University of London, wo er sein Studium mit dem Master abschloss.
2002 war Shonibare Teil der Documenta 11, zu der ihn Okwui Enwezor einlud. Dort stellte er sein Werk Gallantry and Criminal Conversation aus, was für ihn den internationalen Durchbruch bedeutete.
Shonibare betrachtet sich selbst als einen „postkolonialen Hybriden“. Sein Werk setzt sich kritisch mit dem  Kolonialismus und den viktorianischen Werten auseinander, die er als „Werte der Unterdrückung“ betrachtet. Als künstlerische Ausdrucksmittel verwendet er Skulptur, Fotografie, Installation, Malerei und Film. Shonibare entdeckte durch einen Zufall auf dem Brixton Market in London, dass die Afrikanischen Waxprints, aus denen ein professioneller Kostümbildner die viktorianische Kleidung für ihn herstellt, nicht aus Afrika stammen.
Shonibare hat einen Sohn, den Künstler Kayode Shonibare-Lewis (* 1990). Shonibare lebt und arbeitet im East End von London.

## Ausstellungen (Auswahl)

### Einzelausstellungen

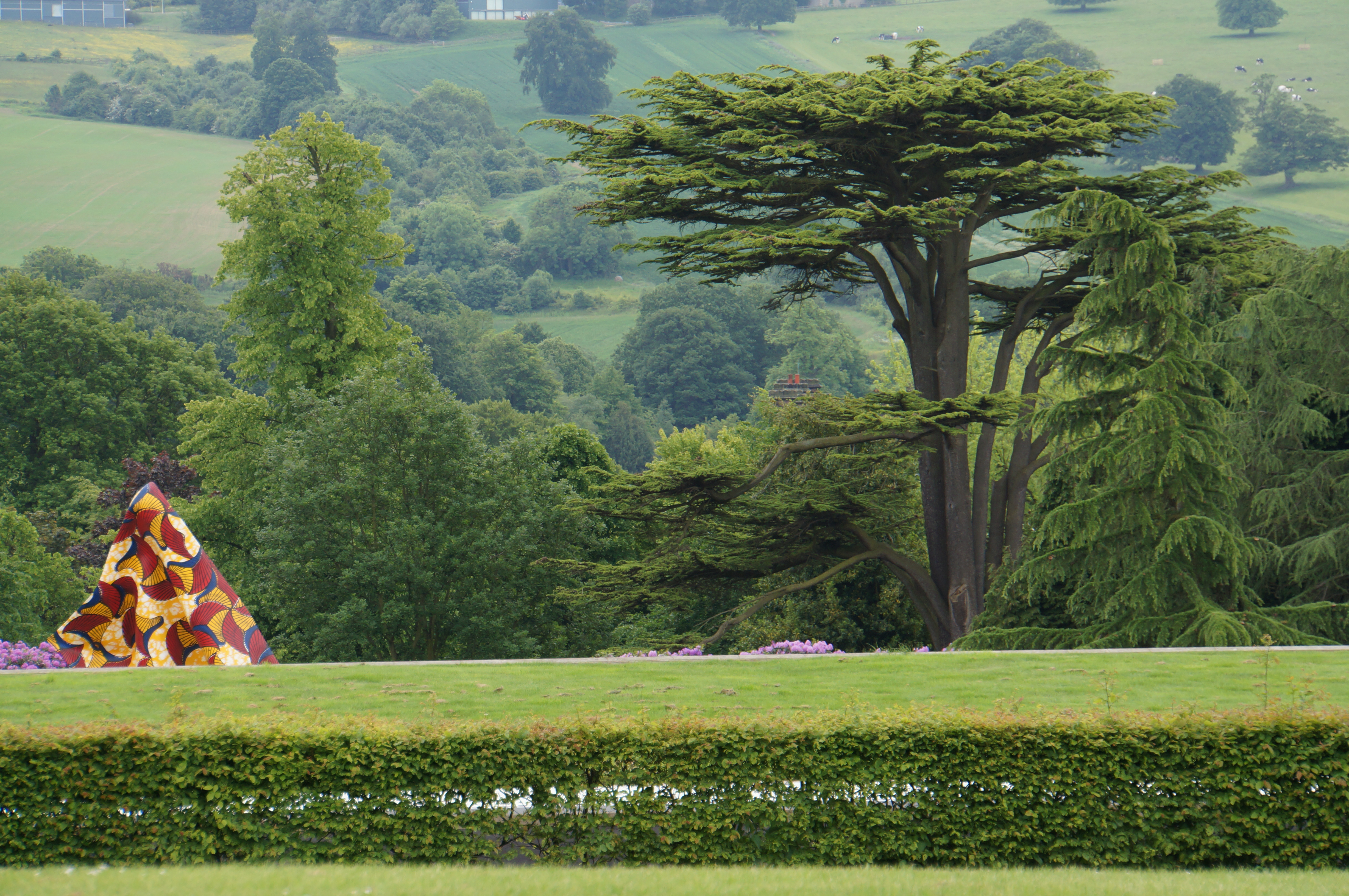
Plastik von Yinka Shonibare im Yorkshire Sculpture Park.

- 2021 Yinka Shonibare CBE. End of Empire, Museum der Moderne Salzburg, Österreich[8]
- 2016 Yinka Shonibare MBE, Turner Contemporary, Margate, Kent, England.
- 2015 Yinka Shonibare MBE, Wildness into a Garden, Daegu Art Museum, Daegu, Korea.
- 2013 Yorkshire Sculpture Park, Wakefield, UK.
- 2010 Yinka Shonibare MBE, Friedrichswerdersche Kirche, Berlin.
- 2009 Yinka Shonibare MBE Museum of Contemporary Art Sydney, Australien.
- 2009 Brooklyn Museum, New York City, USA.
- 2009 National Museum of African Art Smithsonian Institution, Washington, D.C., USA.
- 2004 Yinka Shonibare, Double Dutch Museum Boijmans Van Beuningen, Rotterdam, Niederlande.
- 2004 Vasa Commission for the opening of Moderna Museet, Stockholm, Schweden.
- 2003 Padiglione d’Arte Contemporanea Mailand, Italien.
- 2002 Christmas Tree Project Tate Britain, London.
- 2000 Affectionate Men Victoria and Albert Museum, London.
- 1999 Henie Onstad Art Centre, Høvikodden, Norwegen.
- 1998 Diary of A Victorian Dandy Iniva London.[9]

### Gruppenausstellungen

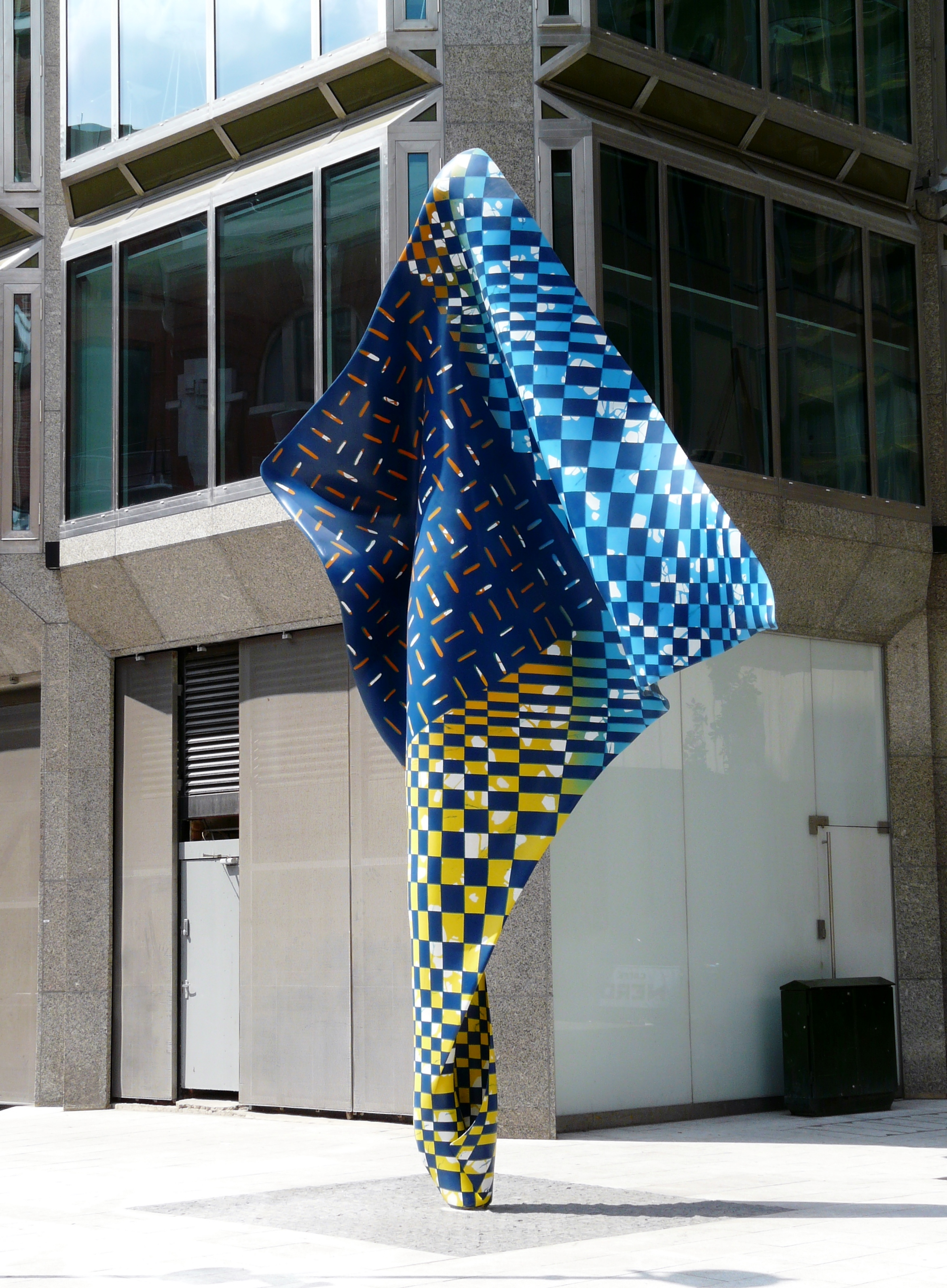
Wind sculpture (London)

- 2013 Die göttliche Komödie, Museum für Moderne Kunst (MMK), Frankfurt am Main.
- 2012 Rococo Mania Designmuseum Danmark, Kopenhagen, Dänemark
- 2012 Six Yards, Guaranteed Real Dutch Wax Exhibition Museum of Modern Art Arnhem, Niederlande
- 2012 National Craft Gallery Kilkenny, Irland
- 2011 Sympathy for the Devil Vanhaerents Art Collection Brüssel, Belgien
- 2010 Lust and Vice. The Seven Deadly Sins from Dürer to Nauman Kunstmuseum Bern, Schweiz
- 2009 The garage Center for Contemporary Culture, Moskau, Russland
- 2009 Perhaps Truth is a Woman Schloss Benrath, Museum of European Garden History, Düsseldorf, Deutschland
- 2008 Nos Palácio do Catete, jetzt Museu de republica Rio de Janeiro, Brasilien
- 2007 Check-List Luanda Pop Afrikanischer Pavillon, 52. Biennale von Venedig
- 2007 Tomorrow Now: When Design Meets Science Fiction Musée d’Art Moderne Grand-Duc Jean (Mudam), Stadt Luxemburg, Luxemburg
- 2005 Africa Remix Centre Georges Pompidou, Paris, Frankreich
- 2002 Extension Magasin 3, Stockholm Konsthall, Stockholm, Schweden
- 2001 Authentic/Ex-centric: Conceptualism in Contemporary African Art 49. Biennale von Venedig[10]
- 2001 The Short Century Museum Villa Stuck, München
- 2001 Vantage Point Irish Museum of Modern Art, Dublin, Irland
- 2000 Laboratory. Continental Shift-Artists from the African continent in Europe Bonnefantenmuseum Maastricht, Niederlande
- 1997 Sensation Royal Academy of Arts, London, UK

## Auszeichnungen
- 2009 Fellow of Goldsmiths, University of London[11]
- 2005 Member of the most excellent Order of the British Empire (MBE)[12]
- 2004 Turner Prize, Tate London[13]
- 2019 Commander of the most excellent Order of the British Empire (CBE)